# Jean 3. Clément
Jean 3. Clément (død 1260) var en Marskal af Frankrig.
Han var søn af Henry 1. Clément og far til Henri 2. Clément, som begge ligeledes var marskaller af Frankrig. Clément blev umiddelbart efter sin fars død (1214) af kong Filip August udnævnt til at efterfølge faren som marskal af Frankrig. Han forblev i stillingen indtil 1225.
Han deltog i Assemblée des Grands de France, som blev afholdt i 1235 i Saint-Denis.